# Joseph Kushner
 (mai 2019).
Si vous disposez d'ouvrages ou d'articles de référence ou si vous connaissez des sites web de qualité traitant du thème abordé ici, merci de compléter l'article en donnant les références utiles à sa vérifiabilité et en les liant à la section « Notes et références ».
Joseph Kushner, né Berkowitz le 10 octobre 1922 à Nowogródek en Pologne (aujourd'hui Navahroudak en Biélorussie) et mort le 5 octobre 1985 à Livingston (New Jersey), était un magnat américain de l'immobilier, père de Murray Kushner et de Charles Kushner, grand-père de Jared Kushner, de Joshua Kushner et de Marc Kushner. 
À la fin de sa carrière il possédait plus de 4 000 appartements, maisons et propriétés qu’il a cédés à sa famille.

## Biographie
Joseph Berkowitz est né en octobre 1922. Il est le fils de Chana et Moshe Berkowitz, des juifs allemands. En août 1945 il épouse Reichel Kushner dit Rae (27 février 1923-2004) à Budapest et adopte le nom de sa nouvelle épouse. Reichel Kushner était originaire de la ville de Navahrudak en Bielorussie. 
Joseph Kushner est connu pour sa participation à l'évasion du ghetto juif local créé par les nazis durant la Seconde Guerre mondiale. Dans une région où vivaient environ 10 000 Juifs avant la Seconde Guerre mondiale seuls 550 ont survécu. 
L'histoire de Reichel Kushner et de son frère Honie est exposée au musée local de la résistance juive, dont Charles Kushner était le principal bienfaiteur. Joseph et sa femme ont quitté l'URSS en 1949 pour venir aux États-Unis sous le nom de Sh'erit ha-Pletah.
Il s'installe à Brooklyn et bâtit un empire immobilier de plus de 4 000 logements.
La fortune de sa famille est estimée à 1,8 milliard de dollars.

## Distinction
L'Académie hébraïque Joseph Kushner et le lycée Rae Kushner Yeshiva tous deux situés à Livingston dans le New Jersey portent leurs noms.